# Kutlás
Kutlás (ukránul: Кутлаш) falu Ukrajnában, Kárpátalján, a Huszti járásban.

## Fekvése
Huszttól északkeletre, Herincse mellett fekvő település.

## Nevének eredete
A Kutlás helységnév ruszin dűlőnévi eredetű. A név alapja valószínűleg a ruszin-ukrán котéл ’üst, katlan’ főnév, amihez talán ruszin képző kapcsolódik.

## Története
Kutlás nevét 1898-ban említették az okiratokban Kutlás (hnt.) néven. Későbbi névváltozatai: 1944-ben Kutlás, Кутляшъ (hnt.), 1983-ban Кутлаш (Zo).
A település először mint tanya jött létre a múlt század elején egy Herincse határába eső kis völgykatlanban.